# Hypognatha navio
Hypognatha navio Levi, 1996 è un ragno appartenente alla famiglia Araneidae.

## Etimologia
Il nome della specie deriva dalla località brasiliana di rinvenimento: Serra do Navio

## Caratteristiche
Il paratipo femminile rinvenuto ha dimensioni: cefalotorace lungo 1,58mm, largo 1,40mm; opistosoma lungo 2,5mm, largo 2,7mm.

## Distribuzione
La specie è stata reperita nel Brasile settentrionale e in Venezuela: la zona brasiliana di rinvenimento è Serra do Navio, nello stato di Amapá.

## Tassonomia
Al 2014 non sono note sottospecie e dal 1996 non sono stati esaminati nuovi esemplari.